# Оромпото
Оромпото (2-а пол. XVI ст.) — 10-й алаафін (володар) держави Ойо.

## Життєпис
Донька алаафіна Офінрана. Після смерті брата Егугуойо успадкувала трон. За легендою, перед тим як посісти трон дивовижним чином перетворилася на чоловіка. Напевне, вона надягнула чоловічий одяг і стала зватися чоловічим ім'ям.
Продовжила війну проти держави Нупе, 1555 року остаточно звільнивши стару столицю Ойо-Іле. В подальшому в союзі з Боргу вигнала війська Нупе з держави. Провела військову реформу, створивши кінні загони. Згодом створила кінну гвардію з аристократів (ессо ікойї). За легендами, сама очолювала війська, сидячи на коні. За іншими оповідками, звитяжила у битві біля Іллайї проти Нупе.
В подальшому успішно вела війни проти держави Нупе та її союзників. Спадкував їй син або небіж Аджибойєде.